# 女検事の捜査ファイル
女検事の捜査ファイル（おんなけんじのそうさふぁいる）は、テレビ朝日系列で木曜21時～21時54分のドラマ枠で放送されたドラマ。1993年10月21日から1993年12月16日までの全9話放送。制作はテレビ朝日と東宝株式会社である。

## 主な登場人物
- 秋津芳花…沢口靖子

東京地検検事。勤務場所は地検本部係304号室で、清水、寺尾と一緒に仕事をしている。西島の推薦もあり、公判検事に抜擢される。夫･一樹と一戸建ての家で暮らしている。捜査現場によく顔を出すも、遺体などにショックを受けることもある。人の言う事に揚げ足を取るタイプと一樹に指摘されている。聖華女子高校を卒業、国立大学法学部卒である。車の運転免許は持っているものの、ペーパードライバーである。
- 秋津一樹…高嶋政伸

芳花の夫。東都新聞社の学芸部家庭欄担当の記者。1年前までは社会部記者だったが、裏献金疑惑の取材が勇み足となり、現在の部署に。しかし、記者としての勘は健在である。また、料理が上手であるため、食事は彼が作っている事が多い。最終話で社会部の復帰が決まる。
- 清水園子…高樹沙耶

東京地検検事。仕事は芳花と共に担当。独身。法務省の判例研究会によく出席する。時々、メガネをかける。
- 寺尾洋介…長谷川初範

東京地検検察事務官。検察側の車の運転は彼である。
- 西島秀夫…西岡徳馬（友情出演）

東京地検公判部長。厳しそうに見えるが、部下の仕事には甘い点をつけてしまう事も。第1、5、8話に登場。
- 大沢巧…西守正樹

警視庁捜査一課の刑事。野田の部下である。
- 村松優子…石浜加奈枝
- 聖子…矢部夕加里

小料理店｢きさらぎ」の従業員。独身。清水より年下である。
- 立花朱美…木原三貴
- 工藤歩…古柴香織
- 野田洋平…夏木陽介（特別出演）

警視庁捜査一課の捜査主任を務める警部。紳士的な性格なのは、10年前に妻を交通事故で亡くして以来。
- 坪内静恵…野際陽子

東京地検刑事部長。バツイチの独身で、今は一人暮らしが気楽らしい。野田とは仕事を通して、20年以上の付き合い。仕事とプライベートは区別するタイプである。酒が好き。マンション住まい。

## 放送リスト
- 1.　1993年10月21日　｢密会の花嫁!不倫が呼ぶ殺意｣

脚本…中村勝行　監督…松島稔　
主なゲスト登場人物…相川繁（ひかる一平）、平沼義夫（山本紀彦）、平沼祥子（中島ゆたか）、相川智子（高取茉南）
- 2.　1993年10月28日　｢連続レイプ魔!美人姉妹の復讐｣

脚本…桃井章　監督…松島稔
主なゲスト登場人物…伊東由利子（市川翔子）、小杉敏夫（光石研）、江上達彦（清水善三）、伊東美弥子（滝沢幸代）
- 3.　1993年11月04日　｢美人局ビデオの女!密室の殺意｣

脚本…ちゃき克彰　監督…田中秀夫
主なゲスト登場人物…高山由美子（岩本千春）、古賀みどり（アンヌ・マレイ）、阿部俊雄（伊藤絋）、阿部昭子（藤山律子）
- 4.　1993年11月11日　｢襲われたお立ち台ギャル!死の脅迫電話｣

脚本…中村勝行　監督…田中秀夫
主なゲスト登場人物…北村和弘（竹本孝之）、北村純子（矢沢美樹）、都築英司（中村ブン）
- 5.　1993年11月18日　｢不倫女教師の犯罪!?消えた死体｣

脚本…ちゃき克彰　監督…松島稔
主なゲスト登場人物…吉岡真由美（未來貴子）、木下吾郎（四禮正明）、小山充（青島健介）
- 6.　1993年11月25日　｢覗かれた裏窓の女!結婚記念日の殺意｣

脚本…高橋正康　監督…松島稔
主なゲスト登場人物…沢井直之（五代高之）、沢井貴美子（塚田きよみ）、高野雄二（小沢和義）
- 7.　1993年12月02日　｢殺人トリックの女!同窓会の完全犯罪!?｣

脚本…中村勝行　監督…田中秀夫
主なゲスト登場人物…上村恵子（杉田かおる）、小板恒夫（斎藤洋介）、進藤英次郎（江藤漢）、伊沢敏夫（山本伸吾）
- 8.　1993年12月09日　｢写真トリックの罠!疑惑の長崎推理旅行｣

脚本…中村勝行　監督…竹安正嗣
主なゲスト登場人物…島崎綾子（岡まゆみ）、桑野令子（上田亜矢子）、今井満男（賀川黒之助）
- 9.　1993年12月16日　｢訪問看護婦の完全犯罪!?不倫の代償｣

脚本…桃井章　監督…田中秀夫
主なゲスト登場人物…佐野順子（水木薫）、溝口文江（磯村千花子）

## スタッフ
- プロデューサー : 五十嵐文郎（テレビ朝日）、風野健治、蒔田光治（東宝）
- 音楽 : 渡辺博也
- 撮影 : 中川健一（第1～2、5～6、8話）、近江正彦（第3～4、7、9話）
- 照明 : 米川史郎
- 録音 : 長谷川茂
- VE : 宇都宮勝
- 美術デザイン : 金子幸雄
- 美術進行 : 中山晴司（第1～2話）、中本孝司（第3～4話）、吉川康美（第5～6話）、橋本優（第7～9話）
- 装飾 : 吉川康美（第1～4、7～9話）、坂本享大（第5～6話）
- 小道具 : 秋葉孝
- 衣裳 : 東宝コスチューム
- ヘア・メイク : ストロベリーキッズ
- スタイリスト : 野呂牧子、川合洋美
- 操作 : 舞台美術石井組
- 造園 : 和泉園
- 編集 : 大高勲
- 音効 : ゴリラサウンド2
- 擬斗 : 新　実（第4話）
- カースタント : タカハシレーシング（第4話）
- スチル : 大野博史
- 広報 : 斉藤みどり（テレビ朝日）
- 企画協力 : 佐藤敦（第5話～）
- 監督補 : 竹安正嗣（第1～2話）
- 助監督 : 上野勝仁（第1～2、5～6,8話）、村松弘之（第3～4、7、9話）
- 記録 : 杉谷小百合（第1～2、8話）、山本明美（第3～4、7、9話）、上出悦子（第5～6話）
- 制作担当 : 福士茂（第1～2、5～6、8話）、小板洋司（第3～4、7、9話）
- 演技事務 : 名須川伸吾
- プロデューサー補 : 内山聖子（テレビ朝日）、山内章弘
- 制作管理 : 桑田滋
- 技術協力 : 東通
- 操演 : 斉藤英雄（第9話）
- スタジオ : 目黒スタジオ、にっかつ撮影所（第8～9話）
- 大道具 : 東宝ビルト
- 車輌 : 共映

- 車輌協力 : 三菱自動車
- 制作協力 : 東宝芸能

## 主題歌
- もう君を離さない/class

| テレビ朝日系 木曜21時台・木曜ドラマ     | テレビ朝日系 木曜21時台・木曜ドラマ | テレビ朝日系 木曜21時台・木曜ドラマ |
| 前番組                                  | 番組名                              | 次番組                              |
| --------------------------------------- | ----------------------------------- | ----------------------------------- |
| 法医学教室の事件ファイル（第2シリーズ） | 女検事の捜査ファイル                | 新空港物語                          |